# N.N. (álbum)
N.N. es el nombre del segundo disco del grupo madrileño Habeas Corpus. Fue lanzado en el año 1998, y se grabó en los Estudios Box de Madrid.

## Canciones
1. La era de la manipulación
2. Ultima ratio
3. H.C. grupo de riesgo
4. El arte de l´autodefensa
5. F.I.E.S.
6. Bombas judías
7. American way of life
8. Conversación con Noam Chomsky
9. Pompa Bronca
10. Murgas in paradise
11. Largo y cálido verano
12. Tres veces a tiro
13. Fin de las ideologías
14. Expresión directa
15. Marchena, Maniatan, Berlín
16. N. N.

## Curiosidades
La canción Expresión directa forma parte de la banda sonora de la película Barrio (1998).
- Datos: Q6036795